# Георги Бусилин
Георги Попилиев Бусилин е български възрожденец, просветен деец, автор на един от първите новобългарски буквари.

## Биография
Роден е в Батак, в семейството на свещеник. Син е на поп Илия Янков, който се славел в „целия Родопски край по своята ученост, родолюбивост и философска мъдрост“. Завършва гръцкото класно училище в Пловдив, в което изучава руски и сръбски език. След като изучава сина си на четмо и писмо, поп Илия го изпраща да се учи на остров Андрос в Гърция, в училището на Теофилос Каирис, прославило се с преподаването на съвременни знания и със свободолюбието на неговия виден създател. Тук заедно с Иван Добровски, Стоян Чомаков, Захари Струмски, братя Иларион (Макариополски), Никола и Димитър Михайловски основават тайно „Славяноболгарско ученолюбиво дружество“, поставило си за цел да подпомага националното възраждане чрез просвещение. През 1841 година Бусилин завършва гимназия в Атина, а в 1844 година – историко-филологически факултет на Московския университет. През 1842 г. той е първият българин студент и персонален императорски стипендиант. Печата статии в списание „Москвитянин“. Пише писма до български училища, изпраща им книги, работи за укрепване на дружбата с руския народ, за славянското единство. Той е един от първите българи с висше образование, и първият български студент в Русия. Там Бусилин е ученик на Осип Бодянский, украински учен с големи заслуги за развитието на българистиката. В Москва Георги Бусилин издава своя забележителен „Български буквар“ (1844 г.), в тираж от 3500 броя. Учебникът е написан образцово на правилен български език, който и до днес служи за пример .
С ранната смърт на Георги Бусилин в 1845 година българската възрожденска книжнина и българският народ губят един от забележителните свои първоучители.